# Musée Alexander-Koenig
Le musée Alexander-Koenig (allemand : Forschungsmuseum Alexander Koenig) est un musée d'histoire naturelle et une institution de recherche zoologique à Bonn, en Allemagne. Le musée est nommé en l'honneur d'Alexander Koenig, qui a fait don de sa collection de spécimens au musée. Il a ouvert ses portes en 1934 et est affilié à l'université de Bonn.
Le 1er septembre 1948, le musée accueille la cérémonie d'ouverture du Conseil parlementaire qui, quelques mois plus tard, adoptera la Loi fondamentale de la République fédérale d'Allemagne.